# Яначек (кратер)
Яначе́к — ударный кратер на планете Меркурий. Его диаметр составляет около 47 километров. Такое название для кратера выбрано Международным Астрономическим Союзом в 1985-м году. Яначек — имя чешского композитора Леоша Яначека, который жил в 1854—1928 годах.
Предполагается, что американская автоматическая межпланетная станция «Мессенджер» разбилась о поверхность Меркурия на координатах 54,4° N 149,9° W, около кратера Яначек 30 апреля 2015 года.

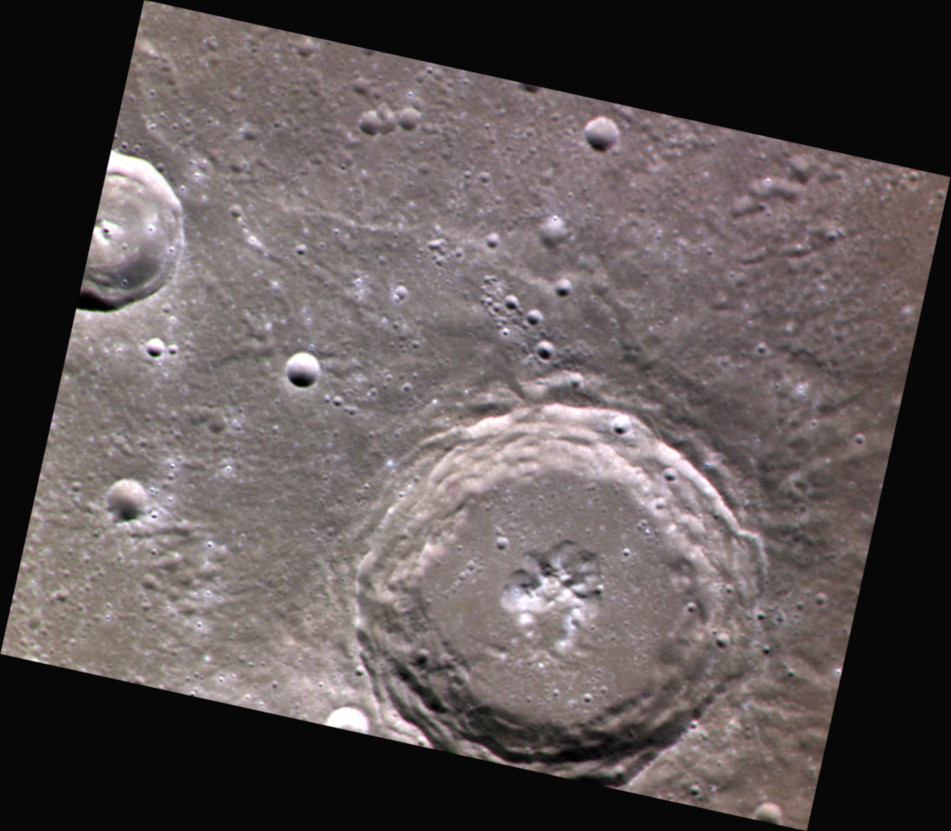
Примерное цветное изображение